# Jerusa Geber dos Santos
Pour les articles homonymes, voir dos Santos.
Jerusa Geber dos Santos, née le 26 avril 1982, est une athlète handisport brésilienne concourant en T11 pour les athlètes ayant une déficience visuelle. Elle détient un titre mondial sur le relais 4 × 100 m T11-13 en 2011.

## Carrière
Née avec une cataracte congénitale, elle développe un glaucome à l'âge de 8 ans et devient complètement aveugle à 18 ans. Elle remporte une médaille de bronze aux Jeux de 2008 et deux d'argent aux Jeux de 2012.
En 2019, aux Jeux parapanaméricains, dos Santos réalise le double sur le 100 m/200 m T11 avec un record paralympique sur le 100 m à la clef. Quelques semaines plus tard, elle rafle l'or sur le 100 m T11 en 11 s 80 aux Mondiaux 2019.
Aux Jeux paralympiques d'été de 2020, elle est la favorite sur le 100 m T11, étant la championne du monde en titre, mais lors de la finale, son lien avec son guide se casse et elle doit s'arrêter au bout de quelques mètres de course. Sur le 200 m, elle réussit à monter sur la troisième marche du podium derrière la Chinoise Liu Cuiqing et sa compatriote Thalita Simplício.

## Palmarès

### Jeux paralympiques
- Jeux paralympiques d'été de 2008 à Pékin :
  -  200 m T11
- Jeux paralympiques d'été de 2012 à Londres :
  -  100 m T11
  -  200 m T11
- Jeux paralympiques d'été de 2020 à Tokyo :
  -  200 m T11
- Jeux paralympiques d'été de 2024 à Paris :
  -  100 m T11
  -  200 m T11

### Championnats du monde
- Championnats du monde 2011 à Christchurch :
  -  4 × 100 m T11-13
  -  100 m T11
  -  200 m T11
- Championnats du monde 2013 à Lyon :
  -  100 m T11
  -  200 m T11
- Championnats du monde 2015 à Doha :
  -  100 m T11
- Championnats du monde 2019 à Dubaï :
  -  100 m T11

### Jeux parapanaméricains
- Jeux parapanaméricains de 2011 à Guadalajara :
  -  100 m T11
  -  200 m T11
- Jeux parapanaméricains de 2015 à Toronto :
  -  100 m T11
  -  400 m T11
- Jeux parapanaméricains de 2019 à Lima :
  -  100 m T11
  -  200 m T11